# モナド (哲学)
モナド (Monad) は、ライプニッツが案出した空間を説明するための概念である。ギリシア語 μονάς monas モナス（個、単一）、μόνος monos モノス（単一の）に由来する。単子と翻訳される場合もある。

## 内容
ライプニッツは、現実に存在するものの構成要素を分析していくと、それ以上分割できない、延長を (ひろがりも形も) 持たない実体に到達すると考えた (第3節)。これがモナドである。ライプニッツによれば、モナドは構成されたものではなく、部分を持たない、厳密に単純 (単一) な実体であるが (第1節)、にもかかわらず属性として状態を持つ。属性を持たなければすべてのモナドは区別できず、複数のモナドがあるとはいえなくなるからである (第8節)（不可識別者同一）。どのモナドも、他の全てのモナドと互いに必ず異なっており (第9節)、またモナドは変化する (第10節)。このとき、或る状態から別の状態への変化の傾向性を欲求という (第15節)。
この「状態」は他のすべてのモナドの状態を反映する。すなわち、究極的には無数のモナドから、そしてただそれだけからなる現実世界全体の状態（ということはすべてのモナドの状態）に、個別のモナドの「状態」は対応する。これがモナドの持つ「表象・知覚」能力である（モナドは鏡である）。しかし、モナドは部分を持たない厳密に単純な実体であるから、複合的なもの同士が関係するような意味で「関係」することはできない (第7節) （モナドには窓がない）。厳密に相互に独立している。
したがってこの表象能力、他のモナドの状態との対応は、モナドの定義からいって不可能であるところの外的な「相互関係」によるものではなく、モナドの自然的変化は内的な原理から生ずる (第11節)。
ちょうど、あらかじめ時刻を合わせた二つの時計のような意味での、神の創造の時点で予定・調整された「調和」である（予定調和）。モナドの状態の変化は、可能性としてそのモナド自身が有しているものの展開であり、厳密にそのモナドの先行状態にのみ由来する。
この表象能力には、その対応の正確さや明晰さに応じて、明晰・混雑などの度合いの差がある。すべての他の事物や世界の状態が同等に知覚・表象されるわけではない。対応するものを明晰に反映していない表象は、しかし雑然とした形で意識の状態に影響を与える。これを微小表象といい、後にいう無意識の概念に近い。たとえば眠っているときの意識は、身体や外界の状態に曖昧かつ不明瞭に対応する微小表象によって構成されている。人間や動物の精神や生命は、このモナドの表象・知覚の能力によって説明される。逆に言えば、そこから、すべてのものにはそれぞれの度合いに応じて精神や生命があるということにもなる。

### 相互独立と因果関係
一般にモナドロジーは因果関係を否定したものと受け取られることが多い。しかし、ライプニッツが「窓がない」という言い方で主張しているのは、因果関係に関する、当時支配的だった特定の考えである。
物が物に作用するというとき、ひとつのありうるモデル、描像としては、作用するモナドから何かが出て、作用されるモナドの中へ入るという構図が考えられる。たとえば通信のモデルで、伝達を、メッセージが一方から出て他方へ入ると理解するように、力の作用も、押すモナドから「力」が出て押されるモナドに「力」が入ることで、押されるモナドの内部の構成が変化する、これが因果関係であるというようなモデルである。
これに対してライプニッツは、複合的な粗大な物体の場合は、媒介物の移動で作用を説明することができる場合もあるが、つきつめれば、モナドは部分や構成要素を持たないのだから、「外から何かが中に入る」ことはありえず、因果関係や作用は「外的な対応する変化」であって、「内的な何かのやり取り」としては理解できない、と主張しているのである。
したがって、この限りで、ライプニッツの主張は、決してとっぴではない。

## 俗語としての「予定調和」
現代の日本では「予定調和」という俗語が「予測どおりの物事が起きること」という意味で用いられている。特に小説や漫画などの物語（ストーリー）においては「このような状態になったら、次はこのような物事が起きる」という物語の類型が多数存在しているため、ある状態になったときに次に起こる物事を予測できることがままある。その予測どおりに進行したときに、物語の評価として「予定調和」という言葉を用いる。「フラグ」は物語における「予定調和」の一種である。